# Montegrotto Terme
Montegrotto Terme település Olaszországban, Veneto régióban, Padova megyében. Lakosainak száma 11 391 fő (2023. január 1.). Montegrotto Terme Abano Terme, Due Carrare, Galzignano Terme, Battaglia Terme és Torreglia községekkel határos.

## Népesség
A település lakossága az elmúlt években az alábbi módon változott:
| Lakosok száma | 11 331 | 11 448 | 11 391 |
|               | 2015   | 2018   | 2023   |